# Panicum subtilissimum
Panicum subtilissimum är en gräsart som beskrevs av Stephen Andrew Renvoize. Panicum subtilissimum ingår i släktet vipphirser, och familjen gräs. Inga underarter finns listade i Catalogue of Life.